# Peter de Kluizenaar

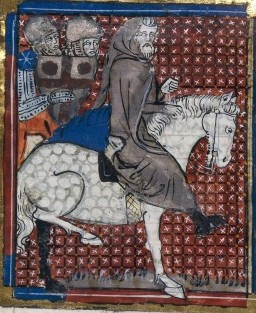
Peter de Kluizenaar als kruisvaarder
(1337), miniatuur uit manuscript
Fr. 22495, Maître de Fauvel, BnF

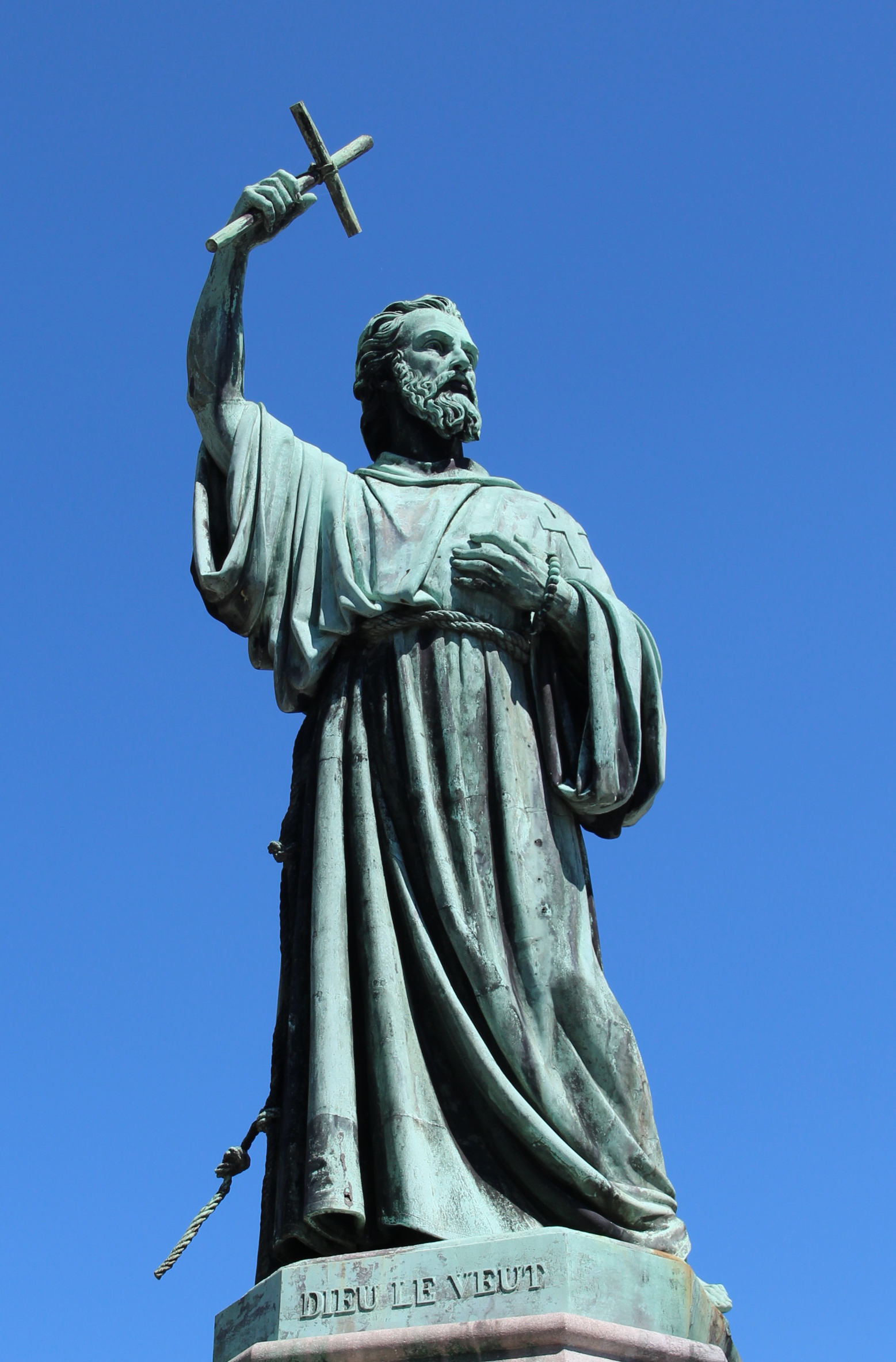
Standbeeld van Sint Peter de Kluizenaar in Amiens.

Peter de Kluizenaar (ook Pieter de Kluizenaar of Pieter van Amiens; Frans: Pierre l’Ermite; Engels: Peter the Hermit) (Amiens, ca. 1050 – Abdij van Neufmoustier, bij Hoei, 8 juli 1115) was een belangrijk persoon in de Eerste Kruistocht en vooral de Volkskruistocht.

## Vóór de kruistocht
Over de achtergrond van Peter de Kluizenaar en zijn leven vóór de kruistocht is haast niets met zekerheid bekend. Voordat hij monnik werd, was hij een lagere edelman, die een leengoed bij Achères in de buurt van Amiens bezat. Hij was een vazal van Eustaas II van Boulogne, de vader van Godfried van Bouillon. Daarna zou hij als kluizenaar in een bos in het bisdom Amiens geleefd hebben. Hij zou op bedevaart naar het Heilige Land zijn geweest en in Jeruzalem een visioen gekregen dat hem opdroeg de paus aan te sporen om een oproep te doen om Jeruzalem te heroveren. Daarna werd hij volksprediker. Qua uiterlijk wordt hij omschreven als klein, een hoofd dat wat op een muilezel leek en een zwartgrijze baard.

## Oproep tot kruistocht
In november 1095 deed paus Urbanus II tijdens de Synode van Clermont een oproep om Jeruzalem te bevrijden. Daarna trokken vele volkspredikers rond om de oproep van de paus te verspreiden, daarbij de woorden van Urbanus II herhalend: Deus lo Volt! (God wil het!). Peter de Kluizenaar was een van hen, zij het een met veel uitstraling. Hij begon zijn prediking in Noordwest-Frankrijk en trok toen verder naar Lotharingen. Heel wat mensen sloten zich bij hem aan. In maart 1096 vervolgde hij zijn tocht naar de streek van de Samber en de Maas. Op 12 april 1096 kwam hij in Keulen aan. Dit betekent dat hij een omweg maakte naar het noorden en niet de kortste weg van Frankrijk naar Jeruzalem nam. In Keulen sloten enkele ridders zich bij hem aan, onder meer Walter Zonder Have (deze vertrok echter vroeger richting Jeruzalem en niet samen met Peter).
In Normandië had Peter van de Joodse gemeenschap een aanbevelingsbrief gekregen voor ondersteuning van zijn tocht. In Trier gebruikte hij deze om financiële steun af te dwingen van de Joden aldaar. Op 19 of 20 april 1096 vertrok hij met zijn pelgrimsleger uit Keulen. Dit zou later de Volkskruistocht genoemd worden.

## Onderweg richting Constantinopel
De tocht door Duitsland verliep vlot. Heel wat deelnemers haakten al snel af, maar nog meer vervoegden zich bij de groep. Onderweg sloten nog meer edelen zich aan. Doch wat later liep het mis. Peter de Kluizenaar had zijn manschappen niet meer onder controle en een aantal onder hen plunderde Semlin (in het huidige Servië, toen onder gezag van Hongarije). Zij verkrachtten vrouwen en stichtten brand. Koning Koloman van Hongarije zond troepen te hulp, maar deze werden verslagen. Dan trok het pelgrimsleger de rivier de Sava over, maar werd daarbij aangevallen door Petsjenegen. Enkele daarvan worden krijgsgevangen gemaakt en op bevel van Peter gedood.
Begin juli werd de tocht richting Nissa vervolgd. Weer ontstonden er ongeregeldheden door groepen waarover Peter weinig controle had. De Byzantijnse gouverneur van Bulgarije liet zijn troepen de achtervolging inzetten en de achterhoede van het pelgrimsleger doden. Peter de Kluizenaar keerde naar Nissa terug om daar te onderhandelen, maar een deel van zijn groep deed weer een aanval. De gouverneur greep weer in en Peter moest de bossen in vluchten. Daarna volgde een hergroepering en werd de tocht vervolgd. Na overleg met afgezanten van de Byzantijnse keizer Alexios I Komnenos mochten zij verder trekken op voorwaarde dat ze in geen enkele stad langer dan drie dagen hun kamp zouden opslaan.
Op 1 augustus 1096 bereikte Peter de Kruisvaarder samen met zijn pelgrimsleger Constantinopel. Hij vervoegde zich daar bij de troepen van Walter Zonder Have. Peter had er 3 maanden en 10 dagen over gedaan om van Keulen naar Constantinopel te trekken. Het aantal pelgrims werd op dat moment geschat op 20 à 25.000, hieronder mogelijk een 500-tal ridders.

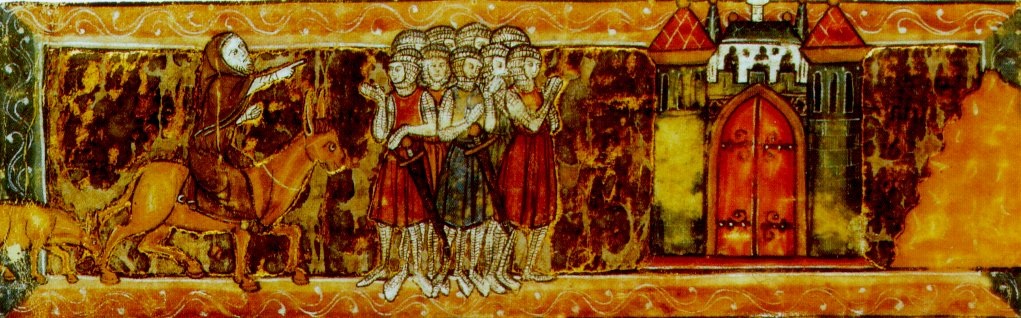
Illustratie waarin Peter de kruisvaarders de weg wijst naar Nicea en het Heilige Land.

## Voorbij Constantinopel: het einde van de volkskruistocht
Op 5 augustus 1096 zette de keizerlijke vloot het pelgrimsleger over de Bosporus. Vanaf dat moment was hun hoofdkwartier Civitot (het huidige Hersek), in de golf van Nicomedia aan de Zee van Marmara. De omgeving werd daar geplunderd. De eenheid in het pelgrimsleger was zoek en verschillende groepen begingen afzonderlijk rooftochten en gruweldaden. Ze trokken tot vlak bij Nicea, de hoofdstad van de Seltsjoekse sultan Kilij Arslan I. Op 21 oktober 1096 zou deze het pelgrimsleger verslaan. Walter zonder Have werd daarbij gedood. Peter de Kluizenaar ontsnapte hieraan doordat hij reeds enkele dagen in Constantinopel verbleef om steun te vragen. De Byzantijnse vloot kon uiteindelijk nog een aantal honderden overlevenden oppikken. Peter en de overlevenden, die wilden blijven, wachtten verder op de komst van het eigenlijke ridderleger van de eerste kruistocht.

## Deelname aan de Eerste Kruistocht
In het voorjaar van 1097 arriveerden de ridderlegers en vervoegde Peter de Kluizenaar zich bij hen. Dat najaar begon het beleg van Antiochië. Dit leidde tot hongersnood en ellende, zelfs in die mate dat er sprake was van kannibalisme onder de kruisvaarders. Verschillende onder hen hielden het voor gezien en keerden terug. Ook Peter de Kluizenaar probeerde begin 1098 samen met Willem van Melun weg te glippen, maar ze werden gevat en door soldaten van Tancred van Galilea teruggebracht. Ze moesten zweren dat ze het leger niet meer in de steek zouden laten. Peter zou zich hier verder aan houden. Later tijdens de kruistocht is bekend dat hij actief meevocht, onder meer vanuit Antiochië. Op 27 juni 1098 werd Peter de Kluizenaar samen met 4 anderen door Bohemund naar de belegeraar Kerbogha gezonden om te onderhandelen. Kerbogha wilde niet onderhandelen en een aantal dagen later zou een gevecht beslissen. Hierbij was Peter zeer strijdlustig.
Uiteindelijk bereikte Peter de Kluizenaar Jeruzalem, waar hij in 1099 deelnam aan de inname van Jeruzalem.

## Terugkeer
Eind 1099 of begin 1100 keerde hij, rijk beladen met relieken, terug naar het Westen. Na zijn terugkeer stichtte hij de abdij van Neufmoustier bij Hoei. Daar overleed hij in 1115 als prior.
Zijn feestdag is op 8 juli, al werd hij nooit formeel zalig verklaard.